# رباعي كلورو الإيثيلين
رباعي كلورو الإيثيلين هو مركب كيميائي عضوي من مركبات كلوريدات الأوليفينات، يتخذ الصيغة الكيميائية C2Cl4. وهو سائل عديم اللون يستخدم على نطاق واسع في التنظيف الجاف للأقمشة، ولذلك يطلق عليه أحيانا «سائل التنظيف الجاف»  ذو رائحة لطيفة يتعرف عليه معظم الناس عندما يكون بتركيز 1 جزء في المليون . كان الإنتاج العالمي منه في عام 1985 حوالي 1 مليون طن متري (980،000 طن طويل، 1،100،000 طن قصير) . 